# محمد بن عبد الله العجلان
محمد بن عبد الله العجلان مدير جامعة الإمام محمد بن سعود الإسلامية وعضو مجلس الشورى السعودي الأسبق.

## حياته
درس العجلان في معهد الرياض العلمي، ثم درس في كلية الشريعة وتخرج منها سنة 1382 هـ، عمل مدرسًا في المعهد العلمي في الرياض، مادتي الفقه والنحو، ثم انتقل للتدريس في كلية الشريعة فدرس المقررات الشرعية، ثم عمل وكيلًا للجامعة في عام 1395 هـ، ثم تولى إدارة جامعة الإمام محمد بن سعود الإسلامية من عام 1414 هـ حتى 1418 هـ.

## وفاته
توفي العجلان يوم الثلاثاء 8 ربيع الأول 1433 هـ الموافق 1 فبراير 2012.